# Evropská demokratická strana
Evropská demokratická strana, EDS (někdy také Strana evropských demokratů, en: European Democratic Party, EDP / fr: Parti démocrate européen, PDE / it: Partito democratico europeo, PDE) je evropská politická strana středu, založená krátce po volbách do Evropského parlamentu 2004.
Podle zakladatelů vznikla též jako reakce na rostoucí euroskeptické tendence uvnitř Evropské lidové strany (European People's Party, EPP) a Strany evropských socialistů (Party of European Socialists, PES).
Jejími zakládajícími členy jsou: 
- česká Cesta změny, kterou vede Jiří Lobkowicz, místopředseda EDS
- Darbo Partija – litevská Strana práce, kterou vede Viktor Uspakič
- Democrazia è Libertà - La Margherita – italská Demokracie a svoboda - Kopretina, kterou vede Francesco Rutelli, spolu-předseda EDS
- Euzko Alderdi Jeltzalea / Partido Nacionalista Vasco – španělská Baskická národní strana, kterou vede Josu Jon Imaz, místopředseda EDS
- Mouvement des Citoyens pour le changement – belgické Hnutí občanů pro změnu, které vede europoslanec Gérard Deprez
- Νέοι Ορίζοντες - Neoi Orizontes – kyperský Nový horizont, který vede Nicos Koutsou, místopředseda EDS
- Union pour la Démocratie Française, UDF – Unie pro francouzskou demokracii, kterou vede François Bayrou, spolu-předseda EDS

Čestným předsedou EDS je Romano Prodi, bývalý předseda Evropské komise.
Evropská demokratická strana tvoří spolu s Aliancí liberálů a demokratů pro Evropu (Alliance of Liberals and Democrats for Europe, ALDE) politickou skupinu Evropského parlamentu Obnovme Evropu (Renew Europe, Renew).